# الطريق الأوروبي E21
الطريق الأوروبي E21 هو عبارة عن سلسلة من الطرق في أوروبا، وهي جزء من شبكة الطرق الأوروبية الدولية للأمم المتحدة.